# Myroslav Skoryk
 (juin 2020).
Si vous disposez d'ouvrages ou d'articles de référence ou si vous connaissez des sites web de qualité traitant du thème abordé ici, merci de compléter l'article en donnant les références utiles à sa vérifiabilité et en les liant à la section « Notes et références ».
Miroslav Skoryk (en ukrainien : Мирослав Михайлович Скорик, né le 13 juillet 1938 à Lviv (Deuxième république de Pologne, aujourd'hui en Ukraine) et mort le 1er juin 2020 à Kiev (Ukraine) est un compositeur ukrainien.
Il est aussi pianiste, chef d’orchestre et professeur de composition à l’Académie nationale P.I. Tchaïkovski de Kiev. Récipiendaire de l'ordre de l'Insigne d'Honneur en 1971, lauréat du prix national Taras Chevtchenko en 1987, Héros d'Ukraine en 2008.

## Biographie

### Enfance
Miroslav Skoryk est né le 13 juillet 1938 à Lviv (Ouest de l'Ukraine) qui était à cette époque sous contrôle polonais. Son père était historien et ethnographe et sa mère chimiste. Ses parents étaient amateurs de musique (son père jouait du violon et sa mère du piano)[réf. souhaitée]. La grand-tante maternelle de Miroslav Skoryk était la soprano ukrainienne Solomia Kroushelnitskaya.
En 1939, Lviv fut occupée par l'Union soviétique, puis en 1940 par les nazis. Sous l’occupation nazie, la famille Skoryk a clamé son opposition au régime soviétique.[réf. nécessaire] Au retour des forces soviétiques, à la fin de la Seconde Guerre mondiale, la famille Skoryk a été déportée en Sibérie en 1947. À la suite de la mort de Joseph Staline en 1953, Miroslav Skoryk fut autorisé en 1955 à retourner à Lviv. Son grand frère émigra en Australie.

### Études de troisième cycle et premières œuvres
Miroslav Skoryk commença à apprendre la musique en 1945 au conservatoire de Lviv. De 1955 à 1960, il reprit ses études au Conservatoire de Lviv, étudiant la composition avec Adam Sołtys (1890-1968) et l'histoire et la théorie de la musique avec le professeur Stanislav Liudkevych (en). Il eut également Roman Simovych (en) comme professeur. Le morceau d'examen final de Skoryk était une cantate Vesna - Весна (Printemps), sur les vers d'Ivan Franko pour solistes, chœur et orchestre symphonique. Skoryk écrivit de la musique pour piano pendant ce temps dont un cycle de pièces de piano V Karpatakh - В Карпатах (Dans les Carpates) et la Sonate de Piano en Do montrant ainsi une prédilection vers ce genre.
De 1960 à 1963, Miroslav Skoryk rejoignit un programme de recherche au Conservatoire de Moscou où il étudia avec le compositeur Dmitri Kabalevsky. Pendant ce temps, il composa de la musique dans différents styles : symphonique, chambre et chant. Quelques œuvres de cette période incluent la « Suite en ré majeur pour Cordes », la « Sonate No 1 pour Violon et Piano » et « Partita No 1 pour Cordes » qui devint un morceau populaire[réf. nécessaire]. Ensuite, Myroslav Skoryk écrivit plusieurs œuvres pour piano comme les Variations, Blues et Burlesque qui fut très populaire et largement exécuté dans le monde entier. Burlesque devint une épreuve exigée aux compétitions de piano, notamment au Concours de Piano de Vladimir Horowitz à Kiev, et un exercice pédagogique.[réf. nécessaire]

### Carrière d’enseignant
Miroslav Skoryk termina ses études au Conservatoire de Moscou avec un diplôme de docteur (PhD) en musicologie obtenu en 1967 et eut un poste d’enseignant au Conservatoire de Lviv où il resta jusqu'en 1966. Peu de temps après, il a accepta un poste au Conservatoire de Kiev où il dit « Avec l'enseignement de classes de composition, j'ai aussi donné des leçons aux classes de théorie qui se sont focalisées sur des techniques d'harmonie contemporaines. »[réf. souhaitée]
Le sujet de la dissertation de Myroslav Skoryk, qu'il acheva en 1964, était focalisé sur la musique de Prokofiev, son titre est Osoblyvosti ladu muzyky S. Prokofieva - Особливості ладу музики С. Прокоф'єва (Les particularités du système modal de Prokofiev), publié en 1967. Skoryk écrivit aussi un livre, Struktura ta vyrazhalna pryroda akordyky v muzitsi XX stolittia - Структура та виражальна природа акордики в музиці XX століття (Structure et expression des accords dans la musique du XXe siècle) (Kiev, 1984, Maison d'édition musicale d'Ukraine) ainsi que de nombreux articles[réf. souhaitée].
En 1996 il passa un peu de temps avec sa famille en Australie et reçut la citoyenneté australienne[réf. nécessaire], depuis il est retourné vivre en Ukraine.
En 2002-2005, Myroslav Skoryk était directeur musical du Festival de musique de Kiev.
Les réalisations créatives de Myroslav Skoryk sont très appréciées après sa mort.

## Honneurs
En septembre 2020, l'Orchestre philharmonique national de Lviv a été nommé d'après le compositeur. Héros de l'Ukraine, artiste du Peule d'Ukraine et légende nationale d'Ukraine.

## Œuvres
Ses œuvres couvrent des genres variés :
- des concertos (pour orchestre, pour violoncelle, pour piano, pour violon) ;
- un opéra, un ballet, un requiem ;
- musique instrumentale, dont des pièces pour piano seul ;
- musique de films et de pièce de théâtre ;
- musique de jazz et de variétés.

Son style est influencé par l'école traditionnelle des compositeurs de Lviv et notamment basé sur le folklore des Carpates, en apportant une part de modernité notamment par le jazz.
Des œuvres de Miroslav Skoryk ont été jouées par des ensembles et des solistes incluant le Leontovych Quartet, Oleh Krysa, Volodymyr Vynnytsky, Oleg Chmyr, Mykola Suk, Victor Markiw et Alexander Slobodyanik.[réf. souhaitée]
Il joue aussi souvent ses œuvres en tant que chef d'orchestre ou pianiste.